# W41H
W41H（ダブリューヨンイチエイチ）は、日立製作所、およびカシオ日立モバイルコミュニケーションズ（現・日本電気(NEC)）が開発し、KDDI、および沖縄セルラー電話の各auブランドで販売されたCDMA 1X WIN（後のau 3G）の携帯電話である。

## 概要

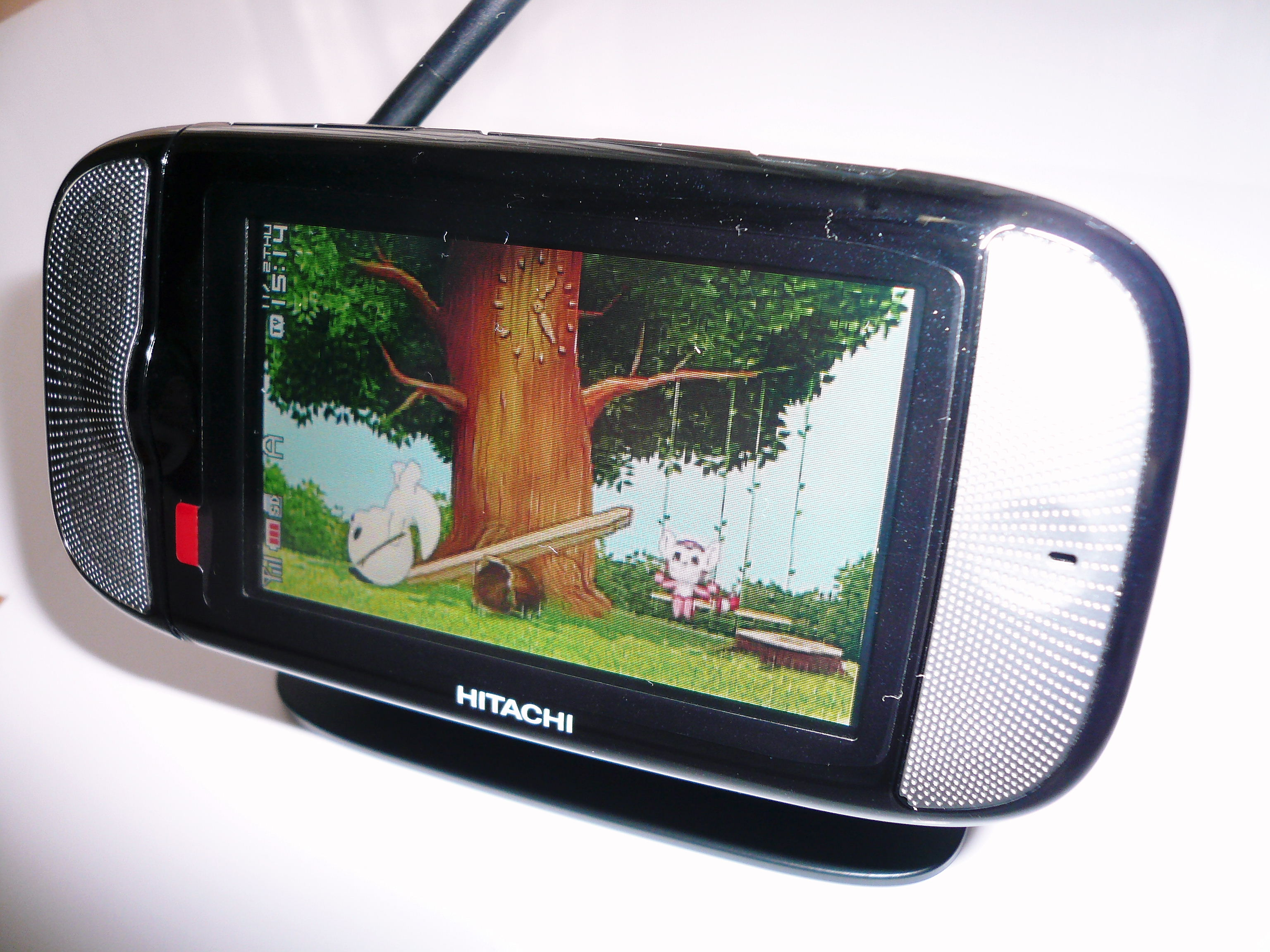
ワンセグ受信時

W41Hは、au初の2軸回転式2.7インチワイドディスプレイ液晶ディスプレイおよび2.1メガピクセル・オートフォーカスカメラやワンセグ対応テレビチューナーを搭載する（アナログ放送には対応しない）携帯電話端末である。EZ FeliCa（Edy、モバイルSuica等が利用可能）やSD-Audio（AAC）、SD-Video等、auが携帯電話端末向けに提供する大部分の機能、サービスに対応する。付属の充電スタンドは小型のテレビスタンドになる。2006年のWIN対応春モデル中、本体の体積・質量ともに最大だが、最も多機能なハイエンドモデルである。
同社プラズマテレビ、Woooをイメージしたデザインで、卓上ホルダやアンテナなど随所にテレビを意識させるフォルムに仕上げている。外装には高度な2色・2層成型を施しており、ディスプレイや着信ランプと外装との間に凹凸のないフラットなボディを特徴とする。
また、かつては日立の携帯電話といえば「日立の樹」の着信メロディがプリセットされていることで有名だったが、C451H（2001年）以来久しぶりに「日立の樹」がプリセットされた。

## 評判
当時のワンセグ対応端末としては新サービスに対応するなど完成度が高く、ヘビーユーザーなどに支持された。また、フルブラウザであるPCサイトビューアーや、WordやExcelなどのファイルが表示できるPCドキュメントビューアーを搭載し、ビジネスマンにも好評。しかし高機能ゆえボディの大きさや重さ、ボタンの押しにくさなど少なからず悪評もある。

## 沿革
- 2006年1月19日 - KDDI、および日立製作所より公式発表。
- 2006年2月11日 - 日本全国にて発売開始。
- 2012年7月22日 - 本機を含むL800MHzを用いたau携帯電話向けサービスの停波により、翌日より利用不可能となる。

## 不具合
- 2006年3月8日発表の不具合（W41CA、W41H）
  - ペア機能画面でペア相手のデータのスクロール表示中に別画面に移動した場合、省電力モードへと移行できなくなる。
  - 「au Music Port」でCDから取り込んだ楽曲をminiSDカードに転送して再生した場合、音がこもって聞こえる。
- 2006年4月4日発表の不具合（W41H）
  - 特定の放送局（山梨県及び東海、北陸、近畿地方以西）のワンセグ放送を視聴した場合、番組連動のデータ放送が正しく表示できない。
- 2006年6月7日発表の不具合（W41CA、W41H）
  - ダウンロードした「電子ブックコンテンツ」をminiSDに移動、または「au Music Port」にバックアップ後に、戻して再生すると、ページが再生できなくなるか、画像の一部が乱れる。
  - ダウンロードした「EZムービー」をminiSDに移動、または、au Music Portにバックアップした場合、音声が出ないか、画像の一部が乱れる。
  - ダウンロードした「EZ 着うた」をminiSDに移動、または、au Music Portにバックアップした場合、ノイズが入る。
- 2008年3月18日発表の不具合（W41CA、W41H、及びW32H）
  - 長い入力文字列を漢字に変換、確定した後に発話キーで確定を取り消すと、電源が落ちる。

いずれも「ケータイアップデート」で修正が可能。また、購入時期によっては既に修正されている。

## 対応サービス
- EZテレビ（ワンセグ）
- au LISTEN MOBILE SERVICE
- PCサイトビューアー
- PCドキュメントビューアー
- 着うたフル
- EZ・FM
- EZ FeliCa
- EZナビウォーク
- EZ助手席ナビ
- EZチャンネル
- SD-Video
- SD-Audio
- 安心ナビ

## 注
1. ↑  2012年7月23日より利用不可